# Le Journal d'un vampire : Tome 2
Le Journal d'un vampire : Tome 2 (titre original : The Struggle) est un roman de fantastique de L. J. Smith publié en 1991. Il constitue le deuxième tome de la série Journal d'un vampire.

## Synopsis
L'histoire commence juste après la fin du roman précédent. Stefan est dans un puits, là où son frère Damon l'a placé. Il en profite pour conquérir Elena. Pendant ce temps, Stefan lutte pour survivre. Lorsque Elena questionne Damon dans le cimetière, il nie toutes les questions, lui disant qu'elle ne sait pas où est Stefan.
Elena et ses amis retrouve Stefan dans le puits, proche de la mort, et Elena lui permet de rester en vie en lui donnant un peu de son sang. Elena échange aussi son sang avec Damon. Bien que bouleversée, elle se retrouve entre les deux frères, comme Katherine cinq siècles auparavant.
En allant voir Stefan une nuit, Elena sent comme une présence faisant une tempête autour d'elle, elle tente de s'échapper en traversant un pont sur une rivière. La voiture de Matt – qu'il lui a prêté – sort de la route et tombe dans la rivière. Elena se noie.
À la fin du livre, on apprend qu'elle avait assez de sang de vampire dans les veines pour se transformer.

## Personnages
Personnages principaux
- Elena Gilbert : personnage principal de l'intrigue.
- Stefan Salvatore : vampire qui ne prend pas de sang humain. Amoureux d'Elena.
- Damon Salvatore : frère de Stefan, qui prend du sang humain. Aussi amoureux d'Elena.
- Bonnie McCullough : meilleure amie d'Elena, c'est une sorcière.
- Meredith Sulez : avec Bonnie, la meilleure amie d'Elena. Intelligente, observatrice, apprend beaucoup de secrets.

Personnages secondaires
- Matt Donovan : ex-petit ami d'Elena. Ami d'enfance.
- Caroline Forbes : vieille amie d'Elena, qui est devenu son ennemie dans le livre précédent.